# Galinsoga longipes
Galinsoga longipes là một loài thực vật có hoa trong họ Cúc. Loài này được Canne mô tả khoa học đầu tiên năm 1977.